# Животные на войне (мемориал)

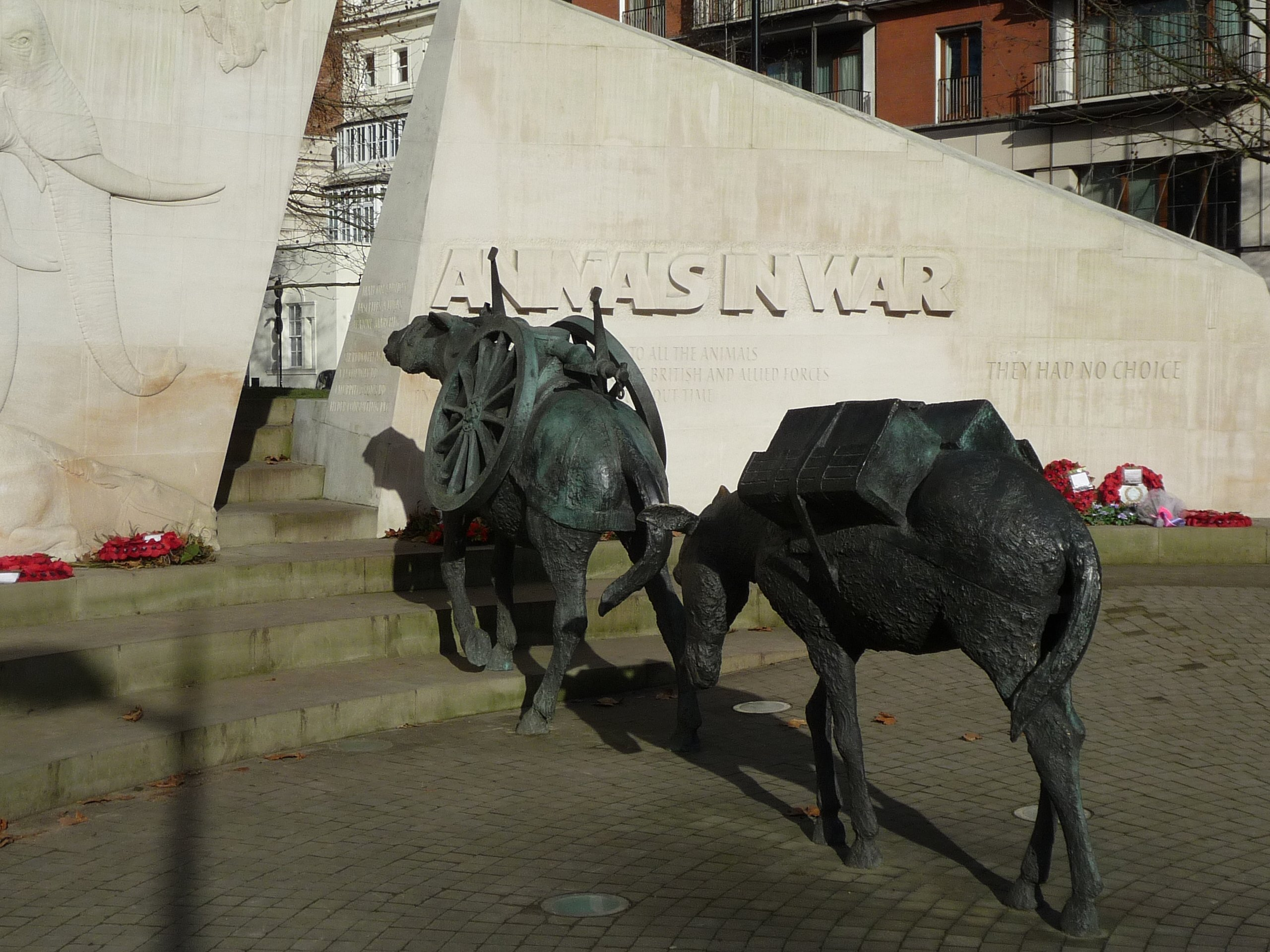
Бронзовые мулы. Западная секция мемориала

«Животные на войне» (англ. Animals in War Memorial) — мемориал в Лондоне, посвящённый памяти всех животных, которые «служили и погибли в британских и союзнических войсках в войнах и конфликтах во все времена». Мемориал находится на улице Park Lane и граничит с лондонским Гайд-парком.

## История создания
Создание мемориала было вдохновлено книгой Джилли Купер 1983 года «Животные на войне» (англ. Animals in War); его финансировал специальный фонд в 1 400 000 фунтов стерлингов, принимавший пожертвования от частных лиц.

## Описание мемориала
Мемориал состоит из трёх основных элементов, имеет два уровня, разделённых доминирующей стеной с барельефами. Размеры мемориала 16,8 м на 17,7 м, он разделён полукруглой стеной из портлендского камня, символизирующей арену войны.

### Бронзовые фигуры
На нижнем уровне мемориала вверх по ступеням идут в проход посреди стены два тяжело нагруженных бронзовых мула. На верхнем уровне, за пределами арены расположены уже прошедшие через проход в стене бронзовые лошадь и собака; собака оглядывается в поисках своего хозяина. Скульптуры лошади и собаки находятся в саду.

### Надписи
Ниже основной надписи «Животные на войне» (англ. Animals in War), расположены две отдельных надписи.
Первая надпись выполнена ниже и слева:

Этот монумент посвящён всем животным,
которые служили и погибли в британских и союзнических войсках
в войнах и конфликтах во все времена.
Оригинальный текст (англ.)This monument is dedicated to all the animals
that served and died alongside British and allied forces
in wars and campaigns throughout time.

Вторая надпись, выполнена ниже и справа:

У них не было выбора.
Оригинальный текст (англ.)They had no choice.

### Барельефы
На стене барельефами изображены: почтовые голуби, собака, верблюды, лошади, слон, мул, вол, корова, кот.

### Медаль Марии Дикин
На стене изображён барельеф медали Марии Дикин — воинская медаль Великобритании для животных. Впервые этот памятный знак был вручён в 1942 году, и с тех пор им были награждены 62 животных, включая собак, голубей, лошадей и одного кота.

## Роль животных в конфликтах
Скульптор памятника Дэвид Бэкхауз заявил — «Я не знаю, назовете ли вы этих животных героями, но они сделали очень важное дело». Скульптор заявил, что его не могло оставить равнодушным то, что в ходе войн прошлого века погибло 15 тысяч почтовых голубей, только в Первой мировой погибло 8 миллионов лошадей, а собаки спасали раненых под огнём противника.
Особо важную роль исполняли мулы в войсках, сражавшихся с японцами в 1942—1945 гг. в Бирманской кампании. Эти вьючные животные тогда служили единственным средством передвижения по джунглям. Мулам надрезали голосовые связки, чтобы своими криками они не привлекли внимания противника.

## Галерея

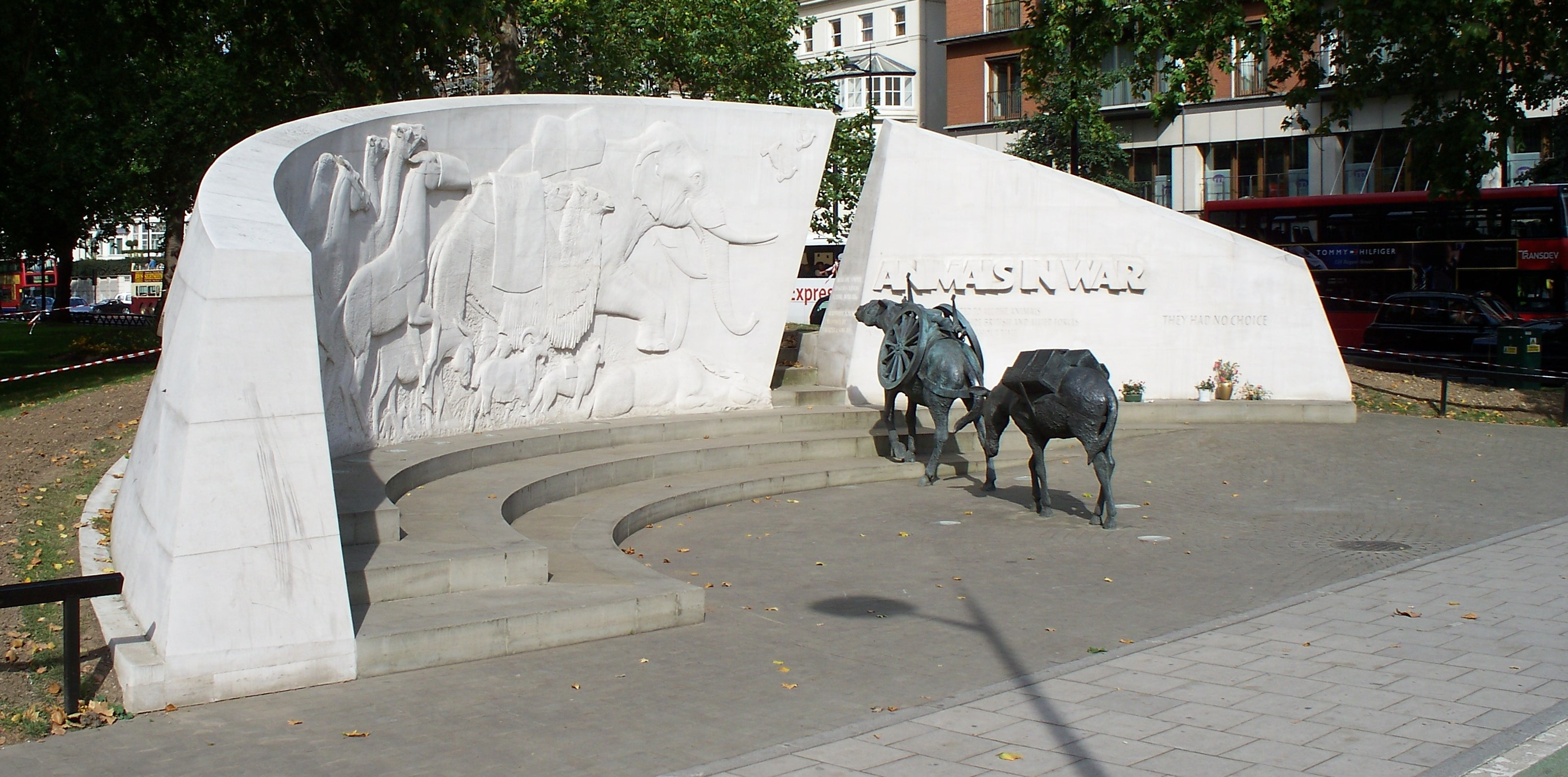
Общий вид мемориала
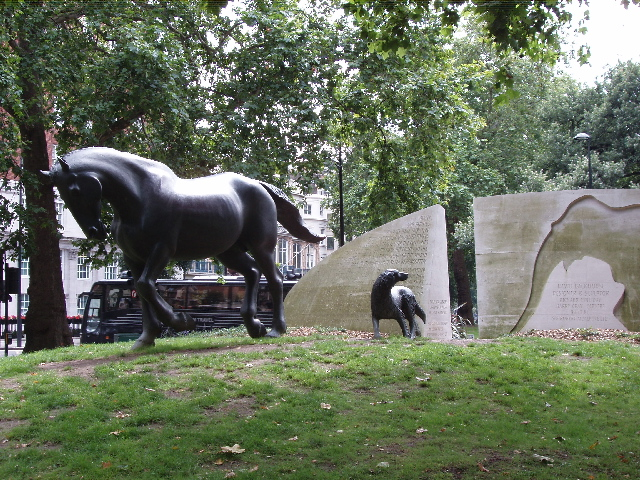
Лошадь и собака, оглядывающаяся в поисках хозяина